# لوکاس رزا
لوکاس رزا (انگلیسی: Lucas Rosa؛ زادهٔ ۳ آوریل ۲۰۰۰) بازیکن فوتبال اهل برزیل است که در پست مدافع برای باشگاه رئال وایادولید اسپانیا بازی می‌کند.
وی همچنین در تیم ملی فوتبال زیر ۱۷ سال برزیل بازی کرده‌است.